# Mana (serie)
La serie Mana, nota in Giappone come Seiken Densetsu (聖剣伝説?, Seiken Densetsu, lett. "La leggenda della spada sacra"), è costituita da videogiochi di ruolo in tempo reale di ambientazione fantasy, creati da Koichi Ishii. La serie iniziò come spin-off di Final Fantasy per il Game Boy, sebbene la maggior parte degli elementi mutuati da Final Fantasy siano stati abbandonati a partire dal secondo episodio, Secret of Mana. La serie si è successivamente sviluppata includendo spin-off di vario genere ambientati nel medesimo universo narrativo, il mondo del Mana, con trame implicanti l'albero del Mana, una spada magica ad esso associata, e la lotta contro forze che vorrebbero rubarne il potere. Molti personaggi, creature e temi musicali riappaiono frequentemente.
Nel 2003 la serie includeva cinque giochi; dal 2006 è stato attuato un revival attraverso la campagna World of Mana, con cinque nuovi giochi pubblicati nell'arco di un anno.
A 15 anni di distanza dall'uscita precedente, il 29 agosto 2024, è stato pubblicato il quinto capitolo della serie, Visions of Mana, su Steam, Microsoft Windows, PlayStation 4, PlayStation 5 e Xbox Series X|S.
La serie comprende dunque nove videogiochi per console e due per telefono cellulare, oltre a quattro manga e un romanzo.
La risposta critica alla serie Mana è stata molto varia, dove Secret of Mana ha riscosso un grande apprezzamento, tale da essere classificato 78º nella classifica annuale IGN dei "100 migliori videogiochi di tutti i tempi", mentre invece i giochi del gruppo World of Mana hanno riscontrato un successo molto minore.

## Elenco dei videogiochi nella serieMana
- Mystic Quest (Seiken Densetsu: Fainaru Fantajī Gaiden, 聖剣伝説 ～ファイナルファンタジー外伝)
- Secret of Mana (Seiken Densetsu 2, 聖剣伝説2)
- Trials of Mana (Seiken Densetsu 3, 聖剣伝説3)
- Dawn of Mana (Seiken Densetsu 4, 聖剣伝説4)
- Visions of Mana (Seiken Densetsu Visions of Mana, 聖剣伝説 VISIONS of MANA)

### Remake
- Sword of Mana (Shin'yaku: Seiken Densetsu, 新約聖剣伝説)
- Adventures of Mana
- Secret of Mana (remake)
- Trials of Mana (remake)

### Spin-off
- Legend of Mana (Seiken Densetsu: Legend of Mana, 聖剣伝説 レジェンド·オブ·マナ)
- Children of Mana (Seiken Densetsu DS: Children of Mana, 聖剣伝説DS チルドレンオブマナ)
- Heroes of Mana (Seiken Densetsu DS: Heroes of Mana, 聖剣伝説DS ヒーローズ·オブ·マナ)
- Echoes of Mana